# Eintracht Bremen
Eintracht Bremen war ein Sportverein aus dem Bremer Stadtteil Findorff. Die erste Fußballmannschaft der Männer spielte 20 Jahre in der höchsten Amateurliga Bremens und nahm einmal am DFB-Pokal teil. Die erste Frauenmannschaft spielte zwei Jahre in der zweitklassigen Oberliga Nord und nahm einmal an der Endrunde um die Deutsche Meisterschaft teil.

## Geschichte
Am 3. Februar 1914 wurde der Verein als FC Eintracht Bremen gegründet und änderte im Jahre 1920 den Namen in SV Eintracht Bremen. 1933 nahm der Verein die Mitglieder des Arbeitersportvereins SV Weser 08 Bremen auf. Im Jahre 1937 fusionierte dieser mit einer Betriebssportgemeinschaft zur SpVgg Norddeutscher Lloyd. Nach dem Ende des Zweiten Weltkrieges wurde daraus der TuS Eintracht Bremen, in dem auch der Verein SuS 96 Bremen aufging. Anfang 2005 fusionierte der TuS Eintracht mit dem TvdB Bremen zur SG Findorff.

### Männerfußball
Der SpVgg Norddeutscher Lloyd gelang zur Spielzeit 1937/38 der Aufstieg in die zweitklassige Fußball-Bezirksklasse Bremen. In dieser Spielklasse konnte sich der Verein bis zum Rückzug 1943 halten.
1949 erreichte die Eintracht erstmals das Bremer Oberhaus, welches sie nach einem Jahr wieder verlassen mussten. Zwei Aufstiege in Folge führten die Mannschaft 1955 zurück ins Bremer Oberhaus. Ein Jahr später gewann die Eintracht durch einen 2:1-Sieg über den Bremer SV zum ersten Mal den Bremer Pokal. Nach dem Abstieg im Jahre 1961 gelang die direkte Rückkehr. In den Jahren 1964 und 1967 wurde erneut der Bremer Pokal gewonnen. Zwischenzeitlich wurde die Eintracht 1966 Bremer Meister und erreichten die Aufstiegsrunde zur Regionalliga Nord.
Dort reichte es nur zu Platz zwei hinter dem HSV Barmbek-Uhlenhorst. Ein Jahr später erreichte die Eintracht als Vizemeister erneut die Aufstiegsrunde, weil Meister Werder Bremen Amateure nicht teilnahmeberechtigt war. Trotz 5:1 Punkten zum Auftakt brachten Niederlagen beim VfL Oldesloe und gegen den TuS Haste 01 die Mannschaft um den möglichen Aufstieg. Im Jahre 1970 wurde die Eintracht Vizemeister und qualifizierte sich für die Deutsche Amateurmeisterschaft, wo bereits in der ersten Runde das Aus gegen den VfL Neckarau kam.
Im Jahre 1973 stieg die Eintracht erneut aus dem Bremer Oberhaus ab. Vier Jahre später qualifizierte sich die Mannschaft für den DFB-Pokal, nachdem sie auf Bremer Ebene dreimal im Elfmeterschießen eine Runde weiterkam. In der ersten Hauptrunde musste die Eintracht zum VfB Stuttgart reisen und unterlag mit 0:10. 1979 stieg die Eintracht erneut aus der Landesliga ab. Nach zwei Aufstiegen in Folge kehrte die Mannschaft 1989 noch einmal ins Bremer Oberhaus zurück. Nach dem Abstieg im Jahre 1991 wurde die Eintracht prompt in die Bezirksliga durchgereicht und stieg 1996 in die Kreisklasse ab.

### Frauenfußball
Im Jahre 1989 konnte die Mannschaft die Bremer Meisterschaft gewinnen, verzichtete allerdings auf den möglichen Aufstieg in die Oberliga Nord. Bei der Deutschen Meisterschaft schied die Eintracht bereits in der ersten Runde gegen den TuS Ahrbach aus. Zwei Jahre später gelang schließlich der Aufstieg in die seinerzeit zweitklassige Oberliga Nord. Nach einem achten Platz in der Saison 1991/92 folgte ein Jahr später der Abstieg.